# BEST
Společnost BEST, a.s. je český výrobce betonových stavebních prvků pro venkovní a zahradní architekturu. V současnosti je ve svém oboru největší na českém trhu, výrobky exportuje do Německa, Rakouska, Polska a na Slovensko. V roce 2010 získala společnost ocenění Nejlepší výrobce stavebnin a v roce 2011 obsadila 5. místo v žebříčku Českých 100 nejlepších.

## Historie firmy
BEST a.s. založil v roce 1990 Tomáš Březina, Podnikatel roku 2007, který dříve pracoval jako projektant, mistr, stavbyvedoucí a referent v pražských podnicích a kterému se také někdy přezdívá "král betonové dlažby". V průběhu devadesátých let a po přelomu století společnost postupně rostla a zvyšovala svůj podíl na trhu. V roce 2008 majetkově vstoupila do akciové společnosti BETA Olomouc, v níž se stala 50% akcionářem. Později v roce 2009 BEST a.s. společnost BETA Olomouc převzal ze 100 %.

## Produkty
Společnost BEST, a.s. vyrábí betonové stavební prvky určené pro venkovní a zahradní architekturu. V této oblasti pokrývá prakticky kompletní poptávku na trhu. Nabízené produkty jsou rozděleny do osmi kategorií:
- Betonová dlažba (skladebná dlažba, zámková dlažba, dlažba s ostařeným povrchem, zatravňovací dlažba)

- Velkoformátová dlažba a dlažba na terasy

- Betonové obrubníky a odvodňovací žlaby

- Betonové palisády a schodiště

- Betonové tvárnice pro ztracené bednění a cihly

- Zdicí systém BEST – UNIKA

- Prvky pro podzemní sítě

## Kvalita výrobků, její kontrola a výrobní procesy
Na všechny výrobky společnosti BEST, a.s. je poskytována záruka 20 let. Výrobce tento krok podkládá několika argumenty kvality svých produktů.
Všechny výrobky jsou chráněny trvalou impregnací, která zamezuje nasákavosti betonu, omezuje ulpívání povrchových nečistot a zvyšuje odolnost povrchu proti posypovým solím.
Prvky určené pro pozemní komunikace jsou vyráběny v nejvyšší třídě odolnosti proti chemickým rozmrazovacím látkám, tzn. XF4.
Výrobky BEST splňují české normy ČSN EN 1338 a 1339, zároveň také plně odpovídají německým kvalitativním normám DIN EN, přestože splňovat tyto normy není pro české výrobky povinností.
V procesu výroby je implementován systém pro kontrolu kvality zvaný QAVER, který zaručuje kontrolu ve všech částech výrobního procesu. V pravidelných intervalech dochází k odběrům vyrobeného zboží, u něhož je měřena propustnost vzduchových pórů, hustota betonové směsi a váha. Z těchto údajů se následně stanovuje pevnost výrobku. V případě jakékoli nedokonalosti je okamžitě upraven výrobní proces tak, aby jednotlivé vlastnosti dosahovaly optimálních hodnot.
Společnost je od roku 1996 certifikována podle norem ISO řady 9000 a od roku 2002 v systému environmentálního managementu podle požadavků ISO 14001. Od roku 2005 splňuje požadavky systému managementu bezpečnosti práce a ochrany zdraví (OHSAS 18001:1999).

## Výrobny
Společnost vlastní sedm výrobních areálů, ve kterých se nachází celkem 24 továren pro výrobu betonových stavebních prvků. Jedná se o areály v obcích:
- Rybnice u Plzně

- Polerady u Mostu

- Lučice u Chlumce nad Cidlinou

- Vranín u Třeboně

- Ostrava

- Božice u Znojma

- Mohelnice

V Nehvizdech u Prahy se nachází nevýrobní, pouze prodejní areál. Ten je zároveň největším obchodním a architektonickým centrem s betonovými výrobky v České republice.
Společnost také vlastní 3 štěrkopískové lomy.

## Arch centra a BEST studia
Firma potenciálním klientům nabízí pomoc s výběrem zboží a to prostřednictvím možnosti návštěvy některého z tzv. Arch center, která jsou v podstatě vzorkovnami produktů. Ty však nejsou pouze vystaveny, ale reálně použity. Příchozí návštěvník si tak zboží prohlédne v reálném prostředí, může si vyžádat konzultaci pracovníků centra a také má možnost odvézt si vzorky barev a povrchů. Zároveň zde také může přímo zboží objednat. Poradenské služby jsou poskytovány tzv. BEST studii, která jsou zřízena ve všech Arch centrech. Proškolení zaměstnanci poskytují základní konzultace zdarma, složitější analýzy jsou zpoplatněny.
Arch centra se nacházejí u všech výše zmíněných výroben kromě Mohelnice, avšak včetně Nehvizd.